# Umieszcz
Umieszcz – wieś w Polsce położona w województwie podkarpackim, w powiecie jasielskim, w gminie Tarnowiec.
W latach 1975–1998 miejscowość administracyjnie należała do województwa krośnieńskiego. Umieszcz to wieś agroturystyczna. Miejscowość ta należy do parafii NMP w Tarnowcu i Sanktuarium MB Zawierzenia w Tarnowcu.
Wieś w roku 2003 obchodziła 900-lecie istnienia. Obecnie miejscowość przechodzi prace remontów poboczy, kanalizacji. W 2013 r. Ochotnicza Straż Pożarna w Umieszczu obchodziła 100-lecie powstania.

## Części wsi
| SIMC    | Nazwa  | Rodzaj    |
| ------- | ------ | --------- |
| 0361235 | Podlas | część wsi |

## Historia i zabytki
Umieszcz może szczycić się ponad 900-letnia historią i znacznym rozwojem społeczno-gospodarczym. Istniejące dokumenty w Bieczu, Jaśle i Krakowie jednocześnie stwierdzają, że Umieszcz jest jedną z najstarszych wsi w tym regionie. Według W. Lubosia nazwę Umieszcz należy interpretować od staropolskiego Umiesz. Z dużym prawdopodobieństwem można stwierdzić, że osada Umieszcz powstała pod koniec XI w. Wskazuje na to dokument z lat 1123-1125. O Umieszczu pisze Jan Długosz, że należał do parafii Jasło, a był własnością Klasztoru Benedyktynów w Tyńcu. W roku 1786 Umieszcz został odebrany zakonowi przez władze austriackie, sprzedały go wraz z innymi wsiami Aleksandrowi Gorayskiemu. Rodzina Gorajskich była w posiadaniu Umieszcza do roku 1904, kiedy to Władysław Gorajski sprzedał wieś bankowi parcelacyjnemu. Później ziemie i budynki nabyli mieszkańcy Umieszcza.
Po dawnych latach bogatej historii wsi pozostało niewiele pamiątek. Była ona kilkakrotnie niszczona przez pożary. Nie przetrwał dwór wybudowany w połowie XIX w., który w 1903 r. został zamieniony na szkołę, a po wybudowaniu nowej szkoły niestety wyburzony – zniknął tym samym jeden z największych zabytków Umieszcza. Obecnie najstarszym zabytkiem wsi jest kapliczka przy drodze do Tarnowca. Według księdza Sarny, została ona wzniesiona w 1723 roku. W kapliczce pierwotnie umieszczona była figurka św. Kajetana, która później w roku 1982 padła łupem złodziei. Po dawnej figurce pozostało tylko pióro św. Kajetana, które zostało zgubione przez złodziei. W Umieszczu znajdował się również młyn wodny, który według dokumentów z Archiwum Państwowego w Krakowie i w Jaśle istniał już w XII w. Młyn ten umieszczony był na Krzywym Potoku przy granicy z Glinikiem Polskim. Około roku 1650 młyn w Umieszczu został odkupiony od Benedyktynów z Tyńca przez Jana Turku, a następnie przez rodzinę Trznadlów. Umieszcz był kilkakrotnie niszczony przez pożary niszczące znaczną część wsi.
Po zakończeniu II wojny światowej zaczęto odbudowywać zniszczoną wieś po zatrzymanym tu na pół roku froncie. Wyremontowano drogę w kierunku Czeluśnicy. W 1950 r. oczyszczono basen strażacki. Później przystąpiono do elektryfikacji wsi, a do roku 1972 zakończono prace związane z doprowadzeniem gazu. W 1976 przyciągnięto wodę z wodociągu do 65 gospodarstw.

## Oświata
Chłopi z Umieszcza kupili dwór i w 1903 r. zorganizowali w nim szkołę. Pierwszym nauczycielem był Pan Wojciech Rozpara. Wybudowano wówczas budynek gospodarczy oraz pozyskano działkę o powierzchni 75 arów na której założono ogród gdzie uczniowie uczyli się sadzenia i szczepienia drzewek owocowych. W 1908 roku szkołę pokryto blachą. Po tym wydarzeniu pozostała chorągiewka w datą.
Jako pierwszy dyrektorem został Pan Bolesław Stefanik, który założył kółko rolnicze i koło młodzieży, przyczynił on się również do powstania pierwszego sklepu. W czasie I wojny światowej w budynku szkoły mieściła się kwatera wojsk austriackich oraz rosyjskich. Nauka została zawieszona na 5 miesięcy. Po zakończeniu działań wojennych szkoła wróciła do ponownej pracy w wyremontowanych klasach. Powstała wtedy również biblioteka. W latach 1926-29 w szkole uczyło się 19 uczniów. Po zakończeniu VII klasy najzdolniejsi szli do gimnazjum do Jasła oraz do szkół zawodowych. W 1932 roku po przejściu na emeryturę Bolesława Stefanika dyrektorem został Jarosław Jaworski wraz z żoną Heleną.
W 1939 roku, gdy wybuchła II wojna światowa, wielu uczniów zostało powołanych do wojska. Wojna spowodowała półroczną przerwę. Po zakończeniu wojny ludzie zaczęli wracać do domów i szkoła wznowiła pracę przyjmując na naukę 40 uczniów.
W latach 1947-49 dyrektorem szkoły została Pani Maria Antosz, a następnie do roku 1953 Pani Barbara Ochała. W 1953 roku dyrektorem szkoły została Pan Bolesław Lisowski, pozostając na stanowisku przez 15 lat.
17 stycznia 1959 roku do szkoły podciągnięto energię elektryczną.
W 1968 roku dyrektorstwo objęła Pani mgr Stanisława Witkoś. W 1992 roku powstał Społeczny Komitet Budowy szkoły i sporządzono dokumentację budowy. Przewodniczącym Komitetu została Pani Stanisława Witkoś.
Od 1992 roku dyrektorem szkoły była Pani Danuta Żebracka a od 1997 roku dyrektorem szkoły została Pani Jolanta Żebracka, która funkcję dyrektora szkoły pełniła do 31 sierpnia 2007. 16 czerwca 1998 roku nastąpiło uroczyste otwarcie i poświęcenie nowej szkoły, która otrzymała imię Adama Mickiewicza. Otwarciu szkoły towarzyszyła bogata oprawa, uroczysta Msza Święta, przemówienia oraz występy artystyczne, które podziwiali mieszkańcy oraz znamienici goście.
W roku szkolnym 2001/2002 działalność rozpoczęło Gimnazjum którego dyrektorem została Pan Maciej Nowak.
Od roku 2007 w budynku tym mieści się zespół szkół (szkoła podstawowa i gimnazjum), do którego uczęszcza młodzież z Umieszcza, Wrocanki, Gąsówki i Czeluśnicy.

## Ochotnicza Straż Pożarna
OSP Umieszcz została założona w 1913 r. przy Kółku Rolniczym. Założycielami byli: Jan Czubik (pierwszy komendant), Hańba Jakub, Lawera Jan, Grzesik Kazimierz, Ordyna Jakub, Sysoł Jan. Za zebrane pieniądze zakupiono pompę czterokołową, której użyto w 1914 r. podczas pożaru po wybuchu kuli armatniej. W czasie I wojny światowej strażacy gasili kilka pożarów domów i budynków gospodarczych. W początkowym okresie funkcjonowania straż liczyła 12-16 druhów. Do końca lat czterdziestych komendantami było kolejno: Kazimierz Grzesik, Tomasz Lawera, Paweł Piotrowski.
Po II wojnie światowej strażacy czynnie pomagali w odbudowie mocno zniszczonej po przejściu frontu wsi.
Od 1950 roku komendantem był Stanisław Wyderka, naczelnikiem Józef Polak, Sekretarzem Mieczysław Wojtunik, Gospodarzem Jan Ryzner a skarbnikiem Julian Gałuszka. W 1964 r. została wybudowana nowa remiza, a w 1965 zbiornik p.poż. i straż otrzymała nową motopompę M-400. Liczyła wtedy 14 członków.
W 1982 r. zmianie uległ zarząd, prezesem został Antoni Sanocki, naczelnikiem Józef Polak, sekretarzem Marian Betlej, gospodarzem Jan Ryzner a skarbnikiem Zygmunt Goleń. Jednostka liczyła wówczas 23 druhów. W latach 1991–2001 Straż przeszła reorganizację pojawili się nowi członkowie było ich wtedy 40. Nastąpiła również zmiana we władzach jednostki – wiceprezesem został Jan Muzyka.
w 2000 roku OSP Umieszcz otrzymała samochód Star 26-P C-BAM po jednostce z Łubna Szlacheckiego. 19 lipca 2003 odbyły się uroczystości związane z jubileuszem 90-lecia OSP Umieszcz i został wtedy nadany sztandar jak również Złoty Medal za zasługi dla pożarnictwa.
Podczas powodzi jaka nawiedziła region w 2010 roku jednostka straciła wóz bojowy który uległ uszkodzeniu uniemożliwiając mu dalszą służbę. W następnym roku udało się pozyskać środki na zakup nowego lekkiego wozu bojowego Renault Master.
W roku 2013, podczas obchodów 100-lecia, jednostka otrzymała Złoty Znak Związku Ochotniczych Straży Pożarnych Rzeczypospolitej Polskiej.